# Giovanni Battista Santoni
Giovanni Battista Santoni, anche Santonio, Santorio o Santoro, (Taranto, 1529 – Roma, 29 febbraio 1592) è stato un vescovo cattolico e diplomatico italiano.

## Biografia
Il 19 novembre 1568 fu nominato vescovo di Alife, da papa Pio V. Fu consacrato il 13 dicembre 1568 dall'allora arcivescovo di Santa Severina Giulio Antonio Santori, coadiuvato dai vescovi Felice Peretti Montalto e Umberto Locati, O.P. Il 8 gennaio 1586 papa Sisto V lo trasferì alla diocesi di Tricarico, carica che tenne sino alla morte.
Fu maestro del sacro palazzo apostolico di papa Sisto V. Nel 1586 questi lo nominò primo nunzio permanente in Svizzera, con sede a Lucerna, la quale è ricordata assieme a quella di Colonia come le "nunziature della riforma".
La presenza di Santonio alla firma della Lega d'Oro suscitò scalpore a livello internazionale, soprattutto tra i protestanti. Con il sostegno dei cantoni cattolici emanò severe disposizioni per migliorare la disciplina del clero secolare e regolare; su desiderio dei cantoni della Svizzera centrale esercitò anche funzioni episcopali. Questi avevano chiesto invano al vescovo di Costanza, cardinale Mark Sittich von Hohenems di insediare un vicario episcopale, ma il cardinale non si occupava molto delle faccende diocesane essendo preso da altri incarichi.
Contro il parere della Curia romana approvò il trattato di Baden stipulato tra la città e la diocesi di Basilea nel 1585. Lucerna respinse i tentativi del nunzio di limitare l'influenza laica, radicata negli usi di quel cantone, e ottenne la rimozione del prelato che fu sostituito da Ottavio Paravicini.
Rientrato a Roma divenne maggiordomo del pontefice.
Morì il 29 febbraio 1592. Fu sepolto nella Basilica di Santa Prassede all'Esquilino. Il nipote commissionò, al giovane artista Gian Lorenzo Bernini, il monumento funebre tuttora conservato nella chiesa romana.

## Genealogia episcopale
La genealogia episcopale è:
- Cardinale Scipione Rebiba
- Cardinale Giulio Antonio Santori
- Vescovo Giovanni Battista Santoni